# Hohlwanddose

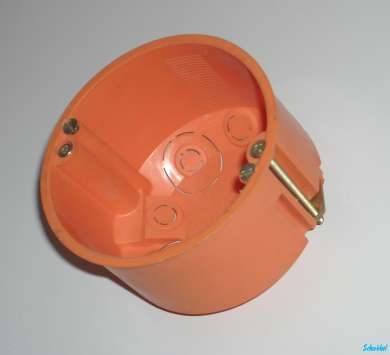
Hohlwanddose

Die Hohlwanddose ist in der Elektroinstallation eine Gerätedose oder Abzweigdose für den Einsatz in Wänden mit Hohlräumen, zum Beispiel Trockenbauwände. Hohlwanddosen dienen beispielsweise zum Einbau von Schaltern und Steckdosen. Der Standarddurchmesser beträgt 68 mm.
Es gibt auch kleinere (z. B. 35 mm) und größere (z. B. 74 mm) Durchmesser, diese Dosen werden dann als Auslassdosen bei Leuchten bzw. als Abzweigdose verwendet.
An der Rückseite der Hohlwanddose befinden sich verschieden große Leitungseinlässe für die Einführung von verschieden dicken Leitungen. Befestigt wird die Hohlwanddose mit zwei an den Seiten vorhandenen Klemmschrauben bzw. Metallkrallen (die Bezeichnung differiert je nach Anbieter). Hohlwanddosen sind in Tiefen von 35 mm bis 65 mm verfügbar.
Hohlwanddosen sind in der Regel aus flammwidrigem Werkstoff hergestellt und tragen dann eine entsprechende Kennzeichnung nach VDE 0606 (siehe Bild). 
Für besondere Anforderungen bezüglich der Luftdichtigkeit der Außenwände beim Hausbau gibt es auch winddichte Dosen, sowie für erhöhten Brandschutz spezielle Dosen aus Material, das die Kabelöffnungen im Brandfall selbsttätig verschließt.